# Pachade
La pachade est une sorte de crêpe épaisse et croustillante, que l’on consomme traditionnellement en Auvergne.

## Tradition
La pachade était un des éléments principaux de l’alimentation dans les campagnes d’Auvergne. Elle était servie le matin au petit déjeuner, après la soupe au lard, et avant le fromage. En été, lorsque les hommes restaient travailler aux champs toute la journée, on leur apportait, vers 17 h, une collation composée de pachades, de salade, de lard, de fromage et de pain.

## Préparation
La pachade se prépare comme une crêpe. Pour deux pachades fines, il faut mélanger un œuf, trois cuillers à soupe de farine de froment, une bonne pincée de sel et délayer avec du lait afin d'obtenir une pâte plus épaisse qu’une pâte à crêpe traditionnelle. On peut y rajouter des pommes, cuites préalablement, pour une pachade aux pommes.  

## Cuisson
La réussite du plat tient essentiellement dans la qualité de sa cuisson. Il est impératif d’utiliser une poêle en acier, les poêles antiadhésives sont à proscrire. Les cuisiniers avertis réservent une poêle ne servant qu’à la cuisson de la pachade, et se contentent de l’essuyer sans la laver.
Il faut d’abord faire chauffer un peu d’huile dans la poêle, puis ajouter une bonne portion de beurre. Quand celui-ci est bien fondu, on ajoute doucement la pâte. La cuisson doit être assez lente. Une pachade réussie est souple et cuite à cœur, les bords sont croustillants.